# Леонівка (Новгород-Сіверський район)
Леоні́вка — село в Україні, у Семенівській міській громаді Новгород-Сіверського району Чернігівської області. До 2017 орган місцевого самоврядування — Архипівська сільська рада.
Населення становить 182 осіб.

## Історія
За даними на 1859 рік у власницькому селі Новгород-Сіверського повіту Чернігівської губернії мешкало 370 осіб (173 чоловічої статі та 197 — жіночої), налічувалось 35 дворових господарств.
Станом на 1886 у колишньому державному й власницькому селі Костобобрівської волості мешкало 609 осіб, налічувалось 63 дворових господарства, існували постоялий будинок, водяний млин, маслобійний завод.
За даними на 1893 рік у поселенні мешкало 489 осіб (245 чоловічої статі та 244 — жіночої), налічувалось 89 дворових господарств.
За переписом 1897 року кількість мешканців зросла до 531 особи (248 чоловічої статі та 283 — жіночої), з яких 531 — православної віри.
12 червня 2020 року, відповідно до Розпорядження Кабінету Міністрів України № 730-р «Про визначення адміністративних центрів та затвердження територій територіальних громад Чернігівської області», увійшло до складу Семенівської міської громади.
19 липня 2020 року, в результаті адміністративно-територіальної реформи та ліквідації Семенівського району, село увійшло до Новгород-Сіверського району.
31 жовтня 2023 року під час боїв з ДРГ загинули майор Кудабеков А.З. та сержант Ловар Д.М.
10 листопада 2023 року російська армія зі ствольної артилерії обстріляла село.
29 квітня 2024 року російські війська обстріляли села у прикордонних громадах Чернігівщини. Вогонь вели з мінометів, безпілотників та літака. У напрямку села зафіксовано 17 приходів, ймовірно, з міномета калібру 120 мм та шість приходів, ймовірно, НАР, випущені з літака.

## Особистості
- Ванясова Ніна Іллівна (*1932, с. Леонівка — †2000, м. Чернівці) — Герой Соціалістичної Праці (1965).

Народилась у багатодітній родині. У пошуках роботи переїхала до повоєнних Чернівців і була прийнята на гумововзуттєвий завод ученицею, працювала швачкою-мотористкою, бригадиром, інструктором виробничого навчання, майстром цеху, головою цехового комітету профспілки. Обиралась депутатом Чернівецької обласної ради, членом обкому Компартії України. Нагороджена орденом Леніна. Номінант енциклопедичного видання «Вони прославили Буковину».